# Брюно Мішо
Брюно Мішо (фр. Bruno Michaud, нар. 14 жовтня 1935) — швейцарський футболіст, що грав на позиції захисника. По завершенні ігрової кар'єри — тренер.
Виступав, зокрема, за клуб «Базель», у складі якого — триразовий чемпіон Швейцарії, а також за національну збірну Швейцарії, з якою згодом працював як тренер.

## Клубна кар'єра
У дорослому футболі дебютував 1955 року виступами за команду клубу «Базель», кольори якої захищав протягом майже усієї своєї кар'єри гравця. Виключенням був період 1957–1959 років, коли Мішо грав за «Лозанну».
У складі «Базеля» грав до завершення ігрової кар'єри у 1970 році. За 13 років, проведених у цьому клубі був учасником 355 офіційних матчів у всіх змаганнях. 

## Виступи за збірну
1967 року дебютував в офіційних матчах у складі національної збірної Швейцарії. Протягом кар'єри у національній команді, яка тривала 3 роки, провів у формі головної команди країни 15 матчів.

## Кар'єра тренера
Після завершення ігрової кар'єри став тренером, 1970 року увійшов до очолюваного Луї Морером тренерського штабу національної збірної Швейцарії.
У квітні 1972 року очолив тренерський штаб національної команди, головним тренером якої пропрацював до травня 1973 року. Під його керівництвом команда провела сім матчів, в яких по одному разу виграла і програла та п'ять разів завершила ігри внічию. У травні 1973 року був замінений на Рене Юссі, проте продовжив співпрацю зі Швейцарською футбольною асоціацією, перебуваючи на різних адміністративних посадах у її структурі.

## Титули і досягнення
- Чемпіон Швейцарії (3):

«Базель»: 1966-1967, 1968-1969, 1969-1970